# John le Carré
John le Carré er et pseudonym for David John Moore Cornwell (født 19. oktober 1931, død 12. december 2020), var en engelsk forfatter og tidligere efterretningsagent, som er kendt for sine spændings- og spionromaner. De fleste af hans bøger omhandler spionage under den kolde krig og skildrer britiske efterretningsagenter som alt andet end heroiske funktionærer, der er fuldt bevidste om den moralske dobbelttydighed i deres arbejde.
Spionen George Smiley er hovedpersonen i romanerne Dame konge es spion, Spionen der gik sine egne veje, Til døden jer skiller (disse tre udgør tilsammen George Smiley-trilogien), Telefon til afdøde, Mord på højt plan og Den hemmelige pilgrim. Det overordnede tema i le Carrés romaner er spørgsmålet om, i hvilken grad hensigten helliger midlet.
Han sammenlignes ofte med Graham Greene, men mens denne viser en forståelse for forræderes motiver, er troskab over for fædrelandet en afgørende faktor i le Carrés tidlige spionromaner. Loyalitetstemaet fortsætter med at være i centrum i flere af hans romaner, der foregår efter 1989. I Skrædderen fra Panama er rammen en pastiche over Graham Greenes Vor mand i Havana,mens entreprenante repræsentanter for kommercielle interesser vederfares poetisk retfærdighed i Single & Single og i Den standhaftige gartner.
John le Carrés forfatterskab gennemgik en udvikling, hvor han i stigende grad satte det enkelte menneske højere end systemet og prioriterede mennesket over samfundets magtfulde institutioner. For Carré måtte samfundets krav aldrig tilsidesætte borgernes indflydelse. Et godt eksempel er Det russiske hus. Handlingen foregår under det, Mikhail Gorbatjov troede skulle være Sovjetunionens reformation, men som blev dens sammenbrud; problemstillingen fortsætter i novellesamlingen Den hemmelige pilgrim fra 1990, hvor den oprindelige helt George Smiley igen er en af hovedpersonerne.[kilde mangler]
John le Carrés spionromaner er næsten blevet en genre for sig selv, og de fleste af dem er blevet filmatiseret, hvor det var muligt med Alec Guinness som George Smiley. De er ikke kun genreromaner, ikke blot spion-thrillers, men lødig litteratur på allerhøjeste niveau. Carré har løftet en i sin oprindelse populær genre op i den store litteratur.[kilde mangler]